# Liste des lieux dans Astérix
La liste des lieux dans Astérix recense les diverses endroits visités ou mentionnés de la série de bandes dessinées Astérix créée par René Goscinny et Albert Uderzo. Si le nom et la localisation des villes correspondent à la réalité historique, la plupart font l'objet d'anachronismes humoristiques.

## République romaine

### Afrique
- Cyrénaïque (mentionnée dans Astérix et la Transitalique)
- Ruspina (mentionnée dans Astérix légionnaire) : Site d'une bataille entre les armées romaines de César et Pompée
- Thapsus (Astérix légionnaire) : Site d'une bataille entre les armées romaines de César et Pompée

### Belgique
- Future Bruxelles (Astérix chez les Belges) : Bien que cette ville n'ait pas encore été fondée à l'époque de l'histoire, on y cultive déjà des brassicaes (choux de Bruxelles), y fabrique des dentelles et y rencontre un jeune enfant ressemblant étrangement au Manneken-Pis.
- Village de Gueuselambix (Astérix chez les Belges) : Village résistant toujours à l'envahisseur (possédant deux chefs)
- Plaine de Waterloo (Astérix chez les Belges) : Morne plaine où se déroule la bataille entre César et les Belges, parodiant celle de Waterloo.

### Bretagne
- Camulodunum (mentionnée dans Astérix chez les Bretons) : Ville possédant une équipe du tournoi des cinq tribus
- Dubrae (mentionnée dans Astérix chez les Bretons)
- Durovernum (mentionnée dans Astérix chez les Bretons) : Ville possédant une équipe du tournoi des cinq tribus
- Londinium (Astérix chez les Bretons) : Capitale de la Bretagne
- Village de Zebigbos (Astérix chez les Bretons) : Village situé dans le Cantium (nom d'une civitas devenue le Kent) résistant toujours à l'envahisseur

### Corse
- Aléria (Astérix en Corse) : Principale ville de Corse où réside le gouverneur
- Mariana (mentionné dans Astérix en Corse)
- Village d'Ocatarinetabellatchitchix (Astérix en Corse) : Village corse

### Gaule
- Agedincum (mentionné dans La Serpe d'or) : Ville traversée par la voie romaine VII
- Aginum (Le Tour de Gaule d'Astérix) : Ville reconnue pour ses pruneaux
- Alésia (mentionné dans Le Bouclier arverne) : Site de la défaite finale des Gaulois contre César
- Anicium (mentionné dans Le Bouclier arverne)
- Aquae Calidae (Le Bouclier arverne) : Ville thermale dans le pays arverne
- Aquae Sextiae (mentionné dans Le Cadeau de César)
- Arausio (mentionné dans Astérix et le Chaudron) : Ville possédant un théâtre selon Astérix
- Arelate (mentionné dans Astérix et le Chaudron et dans Le Cadeau de César) : Ville possédant un théâtre selon Astérix
- Borvo (Le Bouclier arverne) : Ville possédant un établissement thermal dans le pays arverne (du nom de la divinité gauloise Borvo, dieu guérisseur associé à l’eau)
- Brivates Portus (mentionné dans Le Fils d'Astérix et dans La Galère d'Obélix : dans ce dernier, sous le nom de Gesobrivate ; voir à Gesocribate)
- Burdigala (Le Tour de Gaule d'Astérix) : Ville reconnue pour son vin et ses huîtres. Une bagarre sur une place a lieu entre les habitants et les Romains disposés en quinconce
- Calentes Baiae (mentionné dans Le Bouclier arverne)
- Camaracum (Le Tour de Gaule d'Astérix) : Ville reconnue pour ses bêtises
- Carnac (mentionné dans Astérix en Hispanie) : Site où Ordralfabétix projette de placer les menhirs d'Obélix
- Condate (Astérix légionnaire, Astérix et le Chaudron, Astérix chez les Helvètes, Astérix et Latraviata) : Ville disposant d'un marché et d'un quartier générale de la légion
- Dariorigum (mentionné dans Astérix et les Goths)
- Darioritum (Astérix et la Transitalique) : Ville accueillant la Foire Itinérante de l'Artisanat Celte
- Divodurum (Le Tour de Gaule d'Astérix) : Ville où Astérix et Obélix sont emprisonnés sans pouvoir acheter de spécialité
- Durocorturum (Le Tour de Gaule d'Astérix) : Ville reconnue pour son vin pétillant
- Forêt des Carnutes (Astérix et les Goths, Le Papyrus de César) : Lieu où se déroule l'assemblée annuelle des druides
- Gergovie (Le Bouclier arverne) : Ville du pays arverne, célèbre pour la victoire des Gaulois contre César
- Gesocribate (Le Tour de Gaule d'Astérix) : Port proche du village d'Astérix, assimilé au Conquet; on notera cependant les nombreuses références à un port militaire, à la rade évoquant davantage Brest. cf Brivates portus ci-dessus;
- Île de Sein (mentionné dans La Galère d'Obélix)
- Lugdunum (Le Tour de Gaule d'Astérix) : Ville connue pour son saucisson et ses quenelles
- Lutèce (La Serpe d'or, Le Tour de Gaule d'Astérix, Les Lauriers de César) : Grande ville construite sur une île au milieu d'un fleuve, reconnue pour son jambon et ses perpétuels embouteillages
- Massilia (Le Tour de Gaule d'Astérix, Astérix légionnaire, Astérix en Corse) : Ville connue pour sa bouillabaisse, et abritant point d'embarquement pour les provinces d'Afrique et la Corse
- Mer d'Iroise (L'Odyssée d'Astérix) : Lieu de la première pollution de naphte
- Nemausus (mentionné dans Le Cadeau de César)
- Nemessos (Le Bouclier arverne) : Ville du pays arverne abritant une importante fabrique de roues
- Neriomagus (mentionné dans Le Bouclier arverne)
- Nicae (Le Tour de Gaule d'Astérix) : Ville connue pour sa salade et sa Promenade des Bretons
- Portus Itius (mentionnée dans Astérix chez les Bretons) : Port duquel Jules César embarquent lors de l'invasion de la Bretagne
- Rotomagus (Le Tour de Gaule d'Astérix) : Ville dont les habitants sont les maîtres de la réponse de normand
- Samarobriva (mentionné dans Obélix et Compagnie et Astérix chez les Belges) : Ville abritant une auberge démolie par Obélix et reconnue pour son velours
- Segodunum (mentionné dans Le Bouclier arverne)
- Serum (Le Combat des chefs) : Village du chef gallo-romain Aplusbégalix
- Suindinum (La Serpe d'or) : Ville connue pour sa célèbre course de char à bœufs de vingt-quatre heures
- Tolosa (Le Tour de Gaule d'Astérix) : Ville connue pour sa saucisse
- Vesontio (mentionné dans Obélix et Compagnie) : Ville connue pour ses sabliers
- Vienna (mentionné dans Astérix et le Chaudron) : Ville possédant un théâtre selon Astérix
- Village d'Astérix et Obélix : Village d'Armorique où se situent la plupart des aventures du Gaulois
- Village de Moralelastix (Astérix et le Chaudron) : Village au bord d'une falaise en Armorique
- Village de Segregationnix et de Tournedix (Le Grand Fossé) : Village séparé en son milieu par un fossé

### Helvétie
- Augusta Raurica (mentionné dans Astérix chez les Helvètes)
- Aventicum (mentionné dans Astérix chez les Helvètes)
- Geneva (Astérix chez les Helvètes) : Ville siège de la conférence internationale des chefs de tribus dans l'album Astérix chez les Helvètes
- Lacus Lemanus (Astérix chez les Helvètes) : Les Helvètes racontent que le pont a été détruit par Jules César et qu'il vient d'être reconstruit. C'est une référence à La Guerre des Gaules (I, 7), où César ordonne la destruction de ce pont
- Octodurum (mentionné dans Astérix chez les Helvètes)
- Solodurum (mentionné dans Astérix chez les Helvètes)
- Vindonissa (mentionné dans Astérix chez les Helvètes)

### Hispanie
- Cauca (Astérix en Hispanie)
- Corduba (Astérix en Hispanie)
- Helmantica (Astérix en Hispanie)
- Hispalis (Astérix en Hispanie)
- Munda (mentionné dans Astérix en Hispanie) : Ville du sud de l'Hispanie, site de la victoire de César contre les ibères
- Pompaelo (Astérix en Hispanie)
- Segovia (Astérix en Hispanie)
- Village de Soupalognon y Crouton (Astérix en Hispanie) : Village ibère, près de Munda, résistant toujours à l'envahisseur

### Italie
- Florentia (Astérix et la Transitalique) : Ville d'art à l'architecture moderne, reconnue pour ses statues gigantesques
- Mediolanum (mentionnée dans Astérix et les Normands et Astérix et la Transitalique) : Ville abritant une fabrique de char de sport
- Modicia (Astérix et la Transitalique) : Lieu de départ de la course transitalique
- Néapolis (Astérix et la Transitalique) : Ville située au pied du Vésuve dont la spécialité est une galette de blé dur
- Ostia (Astérix gladiateur) : Port de Rome
- Parma (Astérix et la Transitalique) : Ville célèbre pour son jambon ainsi qu'à la pointe du design et de la mode
- Pisae (mentionné dans Astérix chez les Belges)
- Pompéi (mentionnée dans Astérix et la Transitalique) : Ville reconnue pour son calme en raison du volcan bouché par Obélix
- Rome (Astérix gladiateur, Les Lauriers de César, Astérix chez Rahàzade) : Capitale de la République romaine
- Sena Julia (Astérix et la Transitalique) : Ville aux rues labyrinthiques située au centre de l'Italie (dans une région où la terre est rouge) abritant une grande place où pourrait se dérouler une course de char
- Tibur (Astérix et la Transitalique) : Ville possédant de somptueuses villas
- Venexia (Astérix et la Transitalique) : Village construit sur une lagune

### Judée et Phénicie
- Arad (mentionnée dans L'Odyssée d'Astérix) : Port de Phénicie
- Bethléem (L'Odyssée d'Astérix) : Village proche de Jérusalem
- Byblos (mentionnée dans L'Odyssée d'Astérix) : Port de Phénicie
- Jérusalem (L'Odyssée d'Astérix) : Capitale de la Judée
- Mer Morte (L'Odyssée d'Astérix) : Mer intérieure exceptionnellement salée
- Sidon (mentionnée dans L'Odyssée d'Astérix) : Port de Phénicie
- Tyr (L'Odyssée d'Astérix, Astérix chez Rahàzade) : Port de Phénicie, et ville de résidence du praefectus classis

## Autres

### Atlantide
- Atlantide (La Galère d'Obélix) : Île, qui se situerait aujourd'hui aux îles Canaries

### Barbaricum
- Village sarmate (Astérix et le Griffon)

### Calédonie
- Village de Mac Oloch (Astérix chez les Pictes)

### Égypte
- Alexandrie (Astérix et Cléopâtre) : Capitale de l'Égypte
- Gizeh (Astérix et Cléopâtre) : Site abritant les pyramides d'Égypte et le Sphinx
- Louqsor (Astérix et Cléopâtre) : Site abritant un temple et des obélisques

### Germanie
- Village de Téléféric (Astérix et les Goths)

### Grèce
- Athènes (Astérix aux Jeux olympiques, Astérix chez Rahàzade) : Ville abritant notamment l'Acropole
- Cythère (mentionnée dans Astérix aux Jeux olympiques)
- Macédoine (mentionnée dans Astérix aux Jeux olympiques)
- Marathon (mentionnée dans Astérix aux Jeux olympiques)
- Milo (mentionnée dans Astérix aux Jeux olympiques)
- Olympie (Astérix aux Jeux olympiques) : Ville accueillant les Jeux Olympiques
- Le Pirée (Astérix aux Jeux olympiques) : Principal port de Grèce
- Rhodes (mentionnée dans Astérix aux Jeux olympiques)
- Samothrace (mentionnée dans Astérix aux Jeux olympiques)
- Sparte (mentionnée dans Astérix aux Jeux olympiques)
- Thermopyles (mentionnée dans Astérix aux Jeux olympiques)

### Inde
- Gange : Fleuve sacré d'Inde
- Ville du Rajah Cékouhaça (Astérix chez Rahàzade) : Ville indienne au bord du Gange

### Mésopotamie
- Babylone (mentionnée dans L'Odyssée d'Astérix) : Ville où est extrait l'huile de roche

### Nouveau-monde
- Village indien (La Grande Traversée)

### Perse
- Village du fabricant de tapis (Astérix chez Rahàzade) : Village attaqué par les Scythes, où Astérix et ses amis trouvent un tapis volant de rechange.

### Scandinavie
- Village d'Øbsen (La Grande Traversée)
- Village d'Olaf Grossebaf (Astérix et les Normands)

## Carte
| Thapsus Camulodunum Londinium Alexandrie Gizeh Louqsor Genève Cauca Corduba Helmantica Hispalis Pompaelo Segovia Florentia Modicia Néapolis Ostia Parme Rome Sena Tibur Venexia Bethléem Jérusalem Tyr Le Pirée Athènes Olympie Aginnum Aléria A. Calidae Borvo Burdigala Camaracum Condate Darioritum Divodurum Durocorturum Gergovie Gesocribate Lugdunum Lutèce Massilia Nemessos Nicae Rotomagus Suindinum Tolosa Atlantide Germanie Barbaricum Calédonie Mésopotamie Maurétanie Numidie |